# فلوریان پیک
فلوریان پیک (انگلیسی: Florian Pick؛ زادهٔ ۸ سپتامبر ۱۹۹۵) بازیکن فوتبال اهل آلمان است.
از باشگاه‌هایی که در آن بازی کرده‌است می‌توان به باشگاه فوتبال کایزرسلاوترن، باشگاه فوتبال هایدنهایم، و باشگاه فوتبال ماگدبورگ ۱ اشاره کرد.